# Biffarius pacificus
Biffarius pacificus is een tienpotigensoort uit de familie van de Callianassidae. De wetenschappelijke naam van de soort is voor het eerst geldig gepubliceerd in 2003 door Guzmán &Thatje.